# VI Legislatura da Terceira República Portuguesa

Diagrama das bancadas.

A VI Legislatura foi a legislatura da Assembleia da República Portuguesa resultante das eleições legislativas de 6 de outubro de 1991.